# Tom Odell

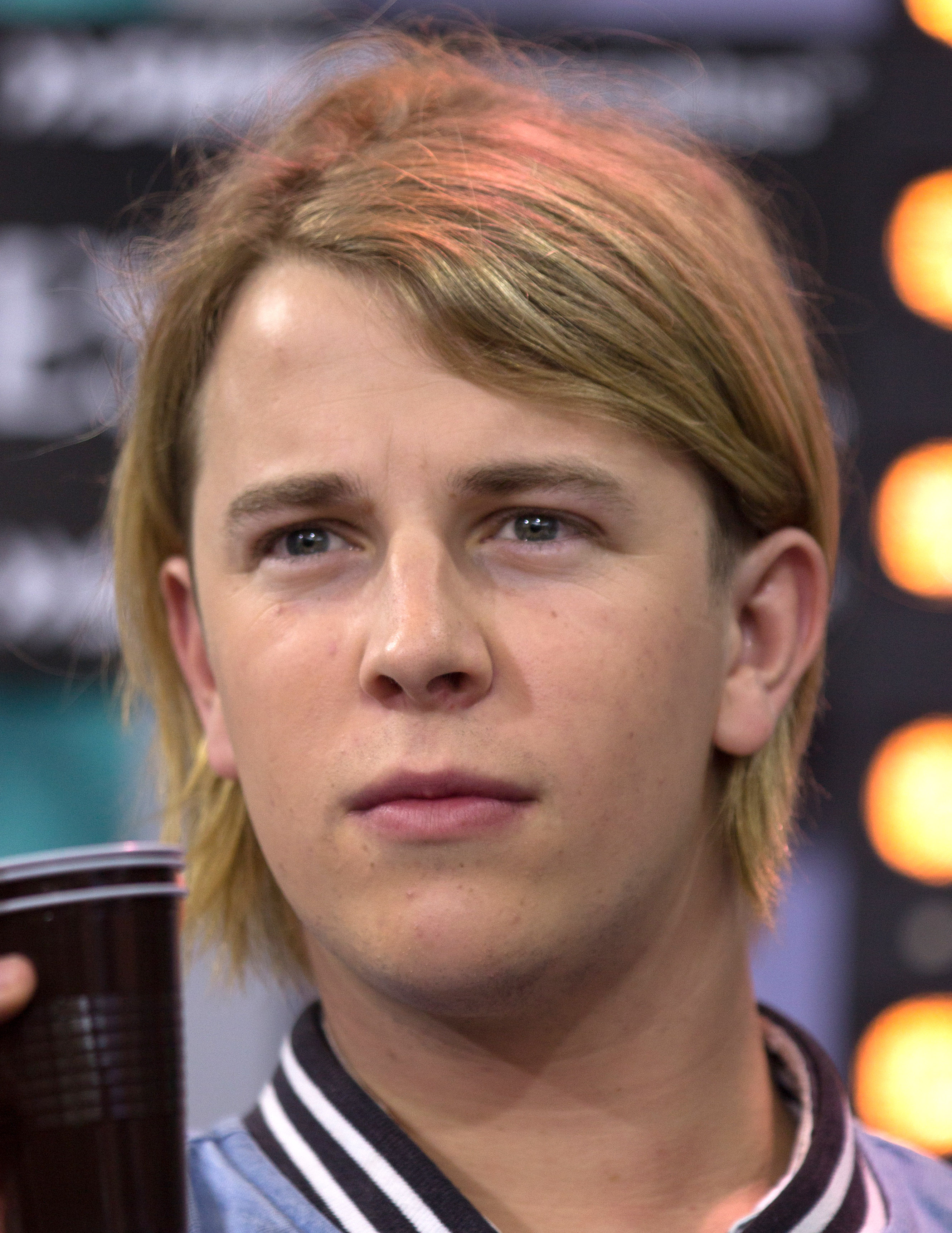
Tom Odell beim New Pop Festival in Baden-Baden (2013)

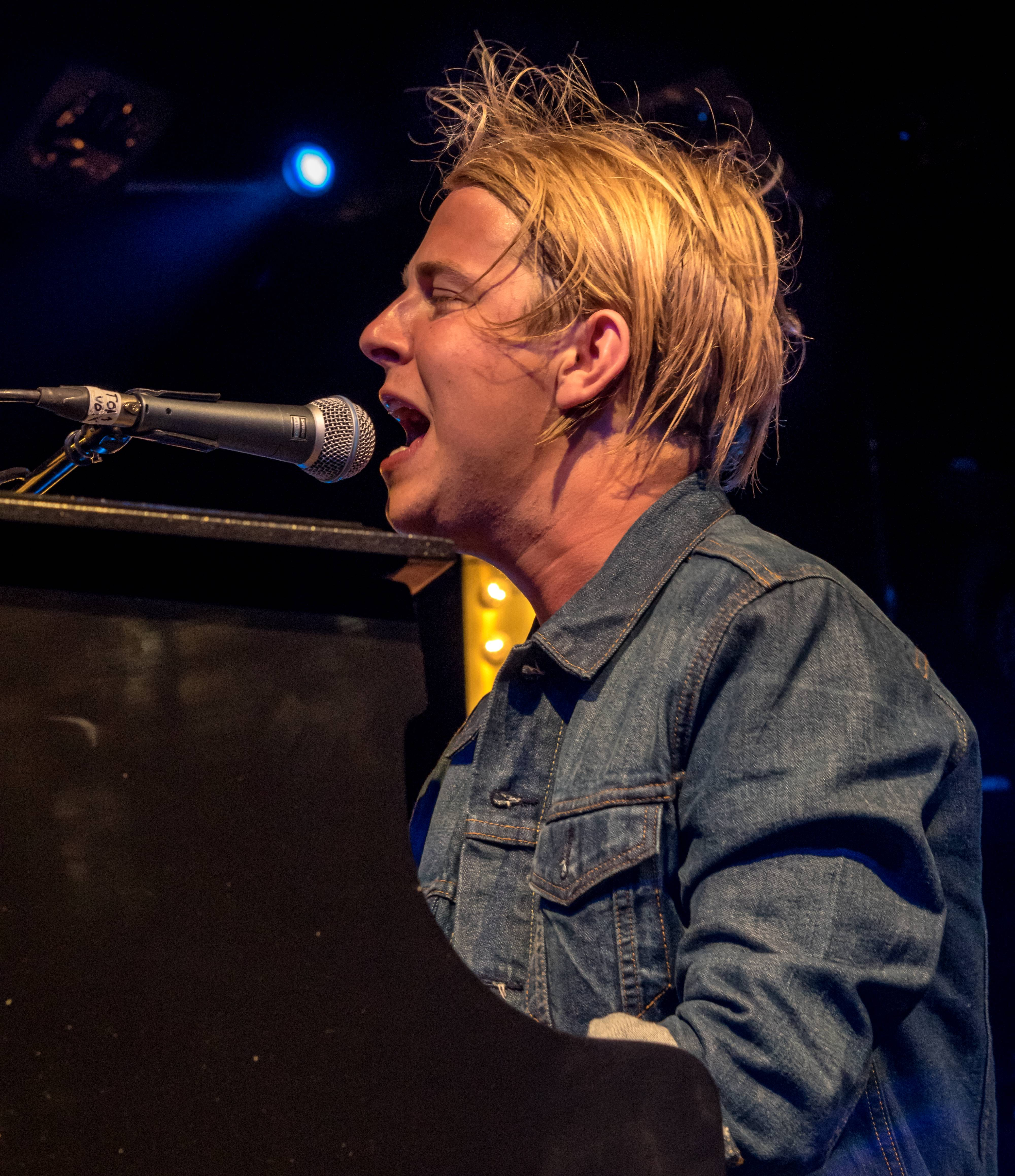
Tom Odell beim Zelt-Musik-Festival in Freiburg (2015)

Thomas „Tom“ Peter Odell (* 24. November 1990 in Chichester) ist ein britischer Singer-Songwriter und Pianist. Er wurde 2012 mit dem Song Another Love bekannt, der ein internationaler Hit war und sich rund 10 Millionen Mal verkaufte. Sein Debütalbum Long Way Down erreichte in England Platz 1 und mehr als ein Jahrzehnt lang war er danach mit seinen Alben in den Top 10 vertreten und europaweit erfolgreich.

## Leben
Mit sieben Jahren begann Tom Odell mit dem Klavierspielen, später schrieb er auch eigene Songs. Mit 18 zog er von West Sussex nach Brighton, wo er am renommierten Institute of Modern Music seine musikalische Ausbildung fortsetzte. Daneben trat er auch solo auf und gründete schließlich eine Band, mit der er auch in London auftrat. Dort wurde er von Lily Allen entdeckt und für ihr Label In the Name Of verpflichtet. Er erhielt einen Plattenvertrag und nahm 2012 sein Debütalbum auf.
Im Oktober 2012 wurde vorab eine erste EP mit dem Titel Songs from Another Love veröffentlicht. Einem Auftritt bei Later with Jools Holland folgte die Nominierung für die Talent-Awards der BBC (Sound of 2013) und MTV sowie für den Critics’ Choice Award der „Brits“, den er gewann.
Die Aufmerksamkeit verhalf auch seinem Song Another Love zum Einstieg in die Top 75 der UK-Charts. In Deutschland und Österreich wurde das Lied in einer Werbekampagne der Telekom-Mobilfunksparte eingesetzt. Auch in anderen europäischen Ländern erreichte das Lied in die Charts. Das Debütalbum Long Way Down erschien im Juni 2013.
Im Juni 2016 erschien sein zweites Album Wrong Crowd, aus dem vorab der Titelsong und die Single Magnetised veröffentlicht wurden.
Im November 2017 kündigte er sein drittes Album, Jubilee Road, während einer Tour an. Die erste Single, „If you wanna love somebody“, wurde vorab veröffentlicht; das Album erschien am 26. Oktober 2018.
Die erste Single seines vierten Albums, „numb“, erschien im Februar 2021. Es wurde am 9. Juli 2021 unter dem Namen monsters veröffentlicht.
Am 8. September 2022 verkündete er die Erscheinung seines fünften Studioalbums mit dem Titel Best Day of My Life, welches am 28. Oktober 2022 veröffentlicht wurde. Der Titelsong sowie die Song Sad Anymore, Flying und Smiling All the Way Back Home erschienen vorab.
Am 27. Januar 2023 veröffentlichte er ein Feature mit der norwegischen Singer-Songwriterin Aurora mit dem Namen Butterflies.
Am 22. September 2023 veröffentlichte er als erste Single seines sechsten Albums den titelgebenden Song Black Friday. Die Singles Somebody Else, Answer Phone und The End folgten.
Odell tourte 2024 u. a. mit seinem neuen Album Black Friday durch fünf deutsche Großstädte.
Er ist seit November 2023 mit der Künstlerin Georgina Somerville verheiratet.

## Besondere Auftritte
Im Anschluss an seine Deutschland-Tour im Herbst 2013 trat er beim Finale der Castingshow The Voice of Germany mit der Finalistin Judith van Hel auf. Im Juni 2016 trat er beim Hurricane-Festival in Scheeßel auf.
Im März 2022 sang er Another Love für Ukraine-Flüchtlinge auf dem Bahnhof in Bukarest.

## Diskografie

### Studioalben
| Jahr | Titel               | Höchstplatzierung, Gesamtwochen, AuszeichnungChartplatzierungen (Jahr, Titel, Platzierungen, Wochen, Auszeichnungen, Anmerkungen) | Höchstplatzierung, Gesamtwochen, AuszeichnungChartplatzierungen (Jahr, Titel, Platzierungen, Wochen, Auszeichnungen, Anmerkungen) | Höchstplatzierung, Gesamtwochen, AuszeichnungChartplatzierungen (Jahr, Titel, Platzierungen, Wochen, Auszeichnungen, Anmerkungen) | Höchstplatzierung, Gesamtwochen, AuszeichnungChartplatzierungen (Jahr, Titel, Platzierungen, Wochen, Auszeichnungen, Anmerkungen) | Anmerkungen                                             |
| Jahr | Titel               | DE | AT | CH | UK | Anmerkungen                                             |
| ---- | ------------------- | --- | --- | --- | --- | ------------------------------------------------------- |
| 2013 | Long Way Down       | DE17 Gold · (18 Wo.)DE | AT48 (2 Wo.)AT | CH2 (27 Wo.)CH | UK1 Gold · (58 Wo.)UK | Erstveröffentlichung: 24. Juni 2013 Verkäufe: + 355.000 |
| 2016 | Wrong Crowd         | DE16 (4 Wo.)DE | AT35 (1 Wo.)AT | CH2 (12 Wo.)CH | UK2 Gold · (22 Wo.)UK | Erstveröffentlichung: 4. April 2016 Verkäufe: + 100.000 |
| 2018 | Jubilee Road        | DE66 (1 Wo.)DE | AT53 (1 Wo.)AT | CH20 (1 Wo.)CH | UK5 (4 Wo.)UK | Erstveröffentlichung: 16. Oktober 2018                  |
| 2021 | Monsters            | — | — | CH43 (1 Wo.)CH | UK4 (1 Wo.)UK | Erstveröffentlichung: 9. Juli 2021                      |
| 2022 | Best Day of My Life | — | — | CH29 (1 Wo.)CH | UK7 (1 Wo.)UK | Erstveröffentlichung: 28. Oktober 2022                  |
| 2024 | Black Friday        | DE32 (1 Wo.)DE | AT43 (1 Wo.)AT | CH20 (1 Wo.)CH | UK5 (1 Wo.)UK | Erstveröffentlichung: 26. Januar 2024                   |

EPs
- Songs from Another Love (2012)
- The Another Love (2013)
- Spending All My Christmas with You (2016)

### Singles
| Jahr | Titel Album                          | Höchstplatzierung, Gesamtwochen, AuszeichnungChartplatzierungen (Jahr, Titel, Album, Platzierungen, Wochen, Auszeichnungen, Anmerkungen) | Höchstplatzierung, Gesamtwochen, AuszeichnungChartplatzierungen (Jahr, Titel, Album, Platzierungen, Wochen, Auszeichnungen, Anmerkungen) | Höchstplatzierung, Gesamtwochen, AuszeichnungChartplatzierungen (Jahr, Titel, Album, Platzierungen, Wochen, Auszeichnungen, Anmerkungen) | Höchstplatzierung, Gesamtwochen, AuszeichnungChartplatzierungen (Jahr, Titel, Album, Platzierungen, Wochen, Auszeichnungen, Anmerkungen) | Höchstplatzierung, Gesamtwochen, AuszeichnungChartplatzierungen (Jahr, Titel, Album, Platzierungen, Wochen, Auszeichnungen, Anmerkungen) | Anmerkungen                                                                       |
| Jahr | Titel Album                          | DE | AT | CH | UK | US | Anmerkungen                                                                       |
| ---- | ------------------------------------ | --- | --- | --- | --- | --- | --------------------------------------------------------------------------------- |
| 2012 | Another Love Long Way Down           | DE9 a ×11Elffachgold · (… Wo.)DE | AT2 Gold · (206 Wo.)AT | CH4 a Platin · (… Wo.)CH | UK10 ×6Sechsfachplatin · (130 Wo.)UK | US— PlatinUS | Erstveröffentlichung: 15. Oktober 2012 Verkäufe: + 9.720.000                      |
| 2013 | Can’t Pretend Long Way Down          | — | — | — | UK67 Silber · (3 Wo.)UK | — | Erstveröffentlichung: 6. März 2013 Verkäufe: + 200.000                            |
| 2013 | Hold Me Long Way Down                | — | — | — | UK44 (1 Wo.)UK | — | Erstveröffentlichung: 31. März 2013                                               |
| 2013 | Grow Old with Me Long Way Down       | — | — | — | UK46 Silber · (5 Wo.)UK | — | Erstveröffentlichung: 9. September 2013 Verkäufe: + 200.000                       |
| 2013 | I Know Long Way Down                 | — | — | — | UK92 (2 Wo.)UK | — | Erstveröffentlichung: Dezember 2013                                               |
| 2014 | Real Love –                          | — | — | — | UK7 Silber · (9 Wo.)UK | — | Erstveröffentlichung: 6. November 2014 Verkäufe: + 200.000; Original: The Beatles |
| 2016 | Magnetised Wrong Crowd               | — | — | CH73 (1 Wo.)CH | UK40 Silber · (6 Wo.)UK | — | Erstveröffentlichung: 15. April 2016 Verkäufe: + 200.000                          |
| 2023 | Black Friday                         | DE— bDE | — | CH52 (2 Wo.)CH | UK21 Silber · (16 Wo.)UK | US— GoldUS | Erstveröffentlichung: 22. September 2023 Verkäufe: + 720.000                      |
| 2024 | Black Friday (Pretty Like the Sun) – | DE23 (38 Wo.)DE | AT19 (21 Wo.)AT | CH5 (… Wo.)CH | UK50 Silber · (11 Wo.)UK | — | Erstveröffentlichung: 19. Juli 2024 Verkäufe: + 420.000; mit Lost Frequencies     |

Weitere Singles
- Wrong Crowd (2016)
- Here I Am (2016)
- True Colours (2016)
- Silhouette (2016)
- Jealousy (2017)
- If You Wanna Love Somebody (2018)
- Jubilee Road (2018)
- Half As Good As You (featuring Alice Merton, 2018)
- You’re Gonna Break My Heart Tonight (2018)
- Go Tell Her Now (2018)
- Numb (2021)
- Lose You Again (2021)
- Best Day of My Life (2022)
- Butterflies (featuring Aurora, 2023)
- Streets of Heaven (2023)
- Somebody Else (2023)
- Answer Phone (2023)
- The End (2023)

## Auszeichnungen für Musikverkäufe
| Goldene Schallplatte - Belgien - 2024: für die Single Black Friday - Dänemark - 2021: für das Lied Heal - 2025: für die Single Black Friday - Frankreich - 2014: für die Single Another Love - 2025: für die Single Black Friday (Pretty Like the Sun) - Griechenland - 2025: für die Single Black Friday (Pretty Like the Sun) - Niederlande - 2013: für die Single Another Love - Spanien - 2025: für die Single Black Friday (Pretty Like the Sun) Platin-Schallplatte - Belgien - 2013: für die Single Another Love - Dänemark - 2022: für das Album Long Way Down - Kanada - 2018: für die Single Another Love - Neuseeland - 2023: für das Album Long Way Down - Niederlande - 2016: für das Album Long Way Down - Vereinigtes Königreich - 2025: für das Lied Heal | 4× Platin-Schallplatte - Belgien - 2025: für die Single Black Friday (Pretty Like the Sun) - Dänemark - 2025: für die Single Another Love - Polen - 2024: für das Album Long Way Down 9× Goldene Schallplatte - Mexiko - 2023: für die Single Another Love 5× Platin-Schallplatte - Neuseeland - 2024: für die Single Another Love - Schweden - 2023: für die Single Another Love | 6× Platin-Schallplatte - Italien - 2024: für die Single Another Love 7× Platin-Schallplatte - Spanien - 2024: für die Single Another Love 12× Platin-Schallplatte - Australien - 2024: für die Single Another Love Diamantene Schallplatte - Griechenland - 2024: für die Single Another Love - Portugal - 2025: für die Single Another Love |

Anmerkung: Auszeichnungen in Ländern aus den Charttabellen bzw. Chartboxen sind in ebendiesen zu finden.
| Land/RegionAuszeichnungen für Musikverkäufe (Land/Region, Auszeichnungen, Verkäufe, Quellen) | Silber     | Gold       | Platin       | Diamant     | Verkäufe  | Quellen                     |
| -------------------------------------------------------------------------------------------- | ---------- | ---------- | ------------ | ----------- | --------- | --------------------------- |
| Australien (ARIA)                                                                            | —          | —          | 12× Platin12 | —           | 840.000   | aria.com.au                 |
| Belgien (BRMA)                                                                               | —          | Gold1      | 5× Platin5   | —           | 130.000   | ultratop.be                 |
| Dänemark (IFPI)                                                                              | —          | 2× Gold2   | 5× Platin5   | —           | 470.000   | ifpi.dk                     |
| Deutschland (BVMI)                                                                           | —          | 2× Gold2   | 5× Platin5   | —           | 1.750.000 | musikindustrie.de           |
| Frankreich (SNEP)                                                                            | —          | 2× Gold2   | —            | —           | 175.000   | infodisc.fr snepmusique.com |
| Griechenland (IFPI)                                                                          | —          | Gold1      | —            | Diamant1    | 110.000   | Einzelnachweise             |
| Italien (FIMI)                                                                               | —          | —          | 6× Platin6   | —           | 600.000   | fimi.it                     |
| Kanada (MC)                                                                                  | —          | —          | Platin1      | —           | 80.000    | musiccanada.com             |
| Mexiko (AMPROFON)                                                                            | —          | Gold1      | 4× Platin4   | —           | 270.000   | amprofon.com.mx             |
| Neuseeland (RMNZ)                                                                            | —          | —          | 6× Platin6   | —           | 165.000   | radioscope.co.nz NZ2        |
| Niederlande (NVPI)                                                                           | —          | Gold1      | Platin1      | —           | 50.000    | nvpi.nl                     |
| Österreich (IFPI)                                                                            | —          | Gold1      | —            | —           | 15.000    | ifpi.at                     |
| Polen (ZPAV)                                                                                 | —          | —          | 4× Platin4   | —           | 80.000    | olis.pl                     |
| Portugal (AFP)                                                                               | —          | —          | —            | Diamant1    | 100.000   | Einzelnachweise             |
| Schweden (IFPI)                                                                              | —          | —          | 5× Platin5   | —           | 400.000   | sverigetopplistan.se        |
| Schweiz (IFPI)                                                                               | —          | —          | Platin1      | —           | 30.000    | hitparade.ch                |
| Spanien (Promusicae)                                                                         | —          | Gold1      | 7× Platin7   | —           | 450.000   | elportaldemusica.es         |
| Vereinigte Staaten (RIAA)                                                                    | —          | Gold1      | Platin1      | —           | 1.500.000 | riaa.com                    |
| Vereinigtes Königreich (BPI)                                                                 | 6× Silber6 | 3× Gold3   | 6× Platin6   | —           | 5.400.000 | bpi.co.uk                   |
| Insgesamt                                                                                    | 6× Silber6 | 16× Gold16 | 69× Platin69 | 2× Diamant2 |           |                             |

## Auszeichnungen
- BRIT Awards 2013 – Critics’ Choice
- MTV 2013 - Nominierung Brand New for 2013
- BBC 2013 - Nominierung Sound of 2013
- BRIT Awards 2014 – Nominierung British Male Solo Artist
- Ivor Novello Awards 2014 - Songwriter of the year
- BRIT Awards 2014 – Nominierung British Breakthrough Act[19]
- Los 40 Music Awards 2023 - Best international live act
- Ivor Novello Awards 2024 - Nominierung Best song musically and lyrically (für Black Friday)